# موترشتادت
موترشتادت (به آلمانی: Mutterstadt) یک شهر در آلمان است که در راین-پفلاتس-کرایس واقع شده‌است. موترشتادت ۱۲٬۴۱۳ نفر جمعیت دارد.